# Pont du 6 Octobre
Le pont du 6 octobre (arabe : جسر 6 أكتوبر, romanisation : Kubri 6 uktubar) est une autoroute surélevée dans le centre du Caire, en Égypte. Le pont permet la traversée du Nil d'ouest en passant par l'Île de Gezira jusqu'à l'aéroport international du Caire à l'est de la ville. Le pont du 6 octobre est un des ponts les plus longs en Égypte et Afrique (20,5 kilomètres) 
Son nom commémore la date du déclenchement de l'opération Badr qui aboutit à la guerre du Kippour en 1973.

## Fréquentation
Cet ouvrage d'art est surnommé l'« épine dorsale du Caire » ; il est fréquenté chaque jour par environ un demi-million d'habitants du Caire.

## Galerie

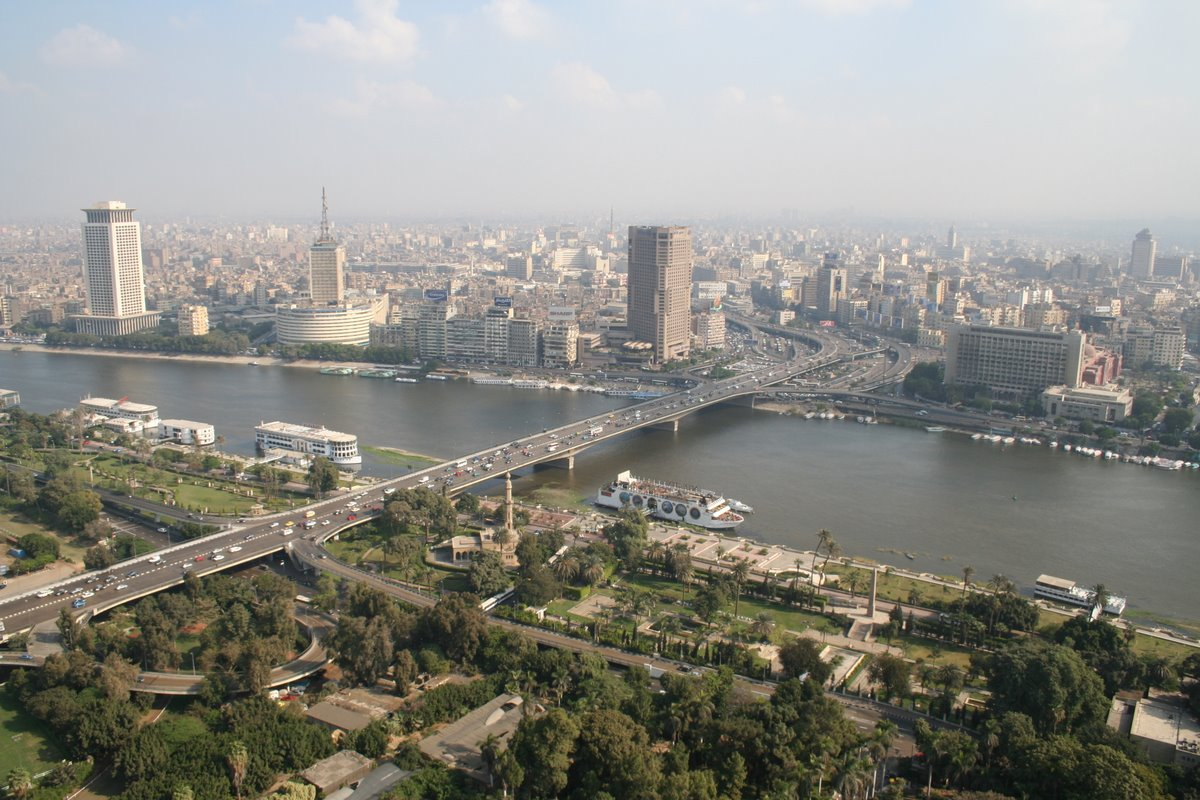
Le pont du 6 octobre, avec l'île de Gezira au premier plan, le Nil et le centre ville du Caire en arrière-plan.
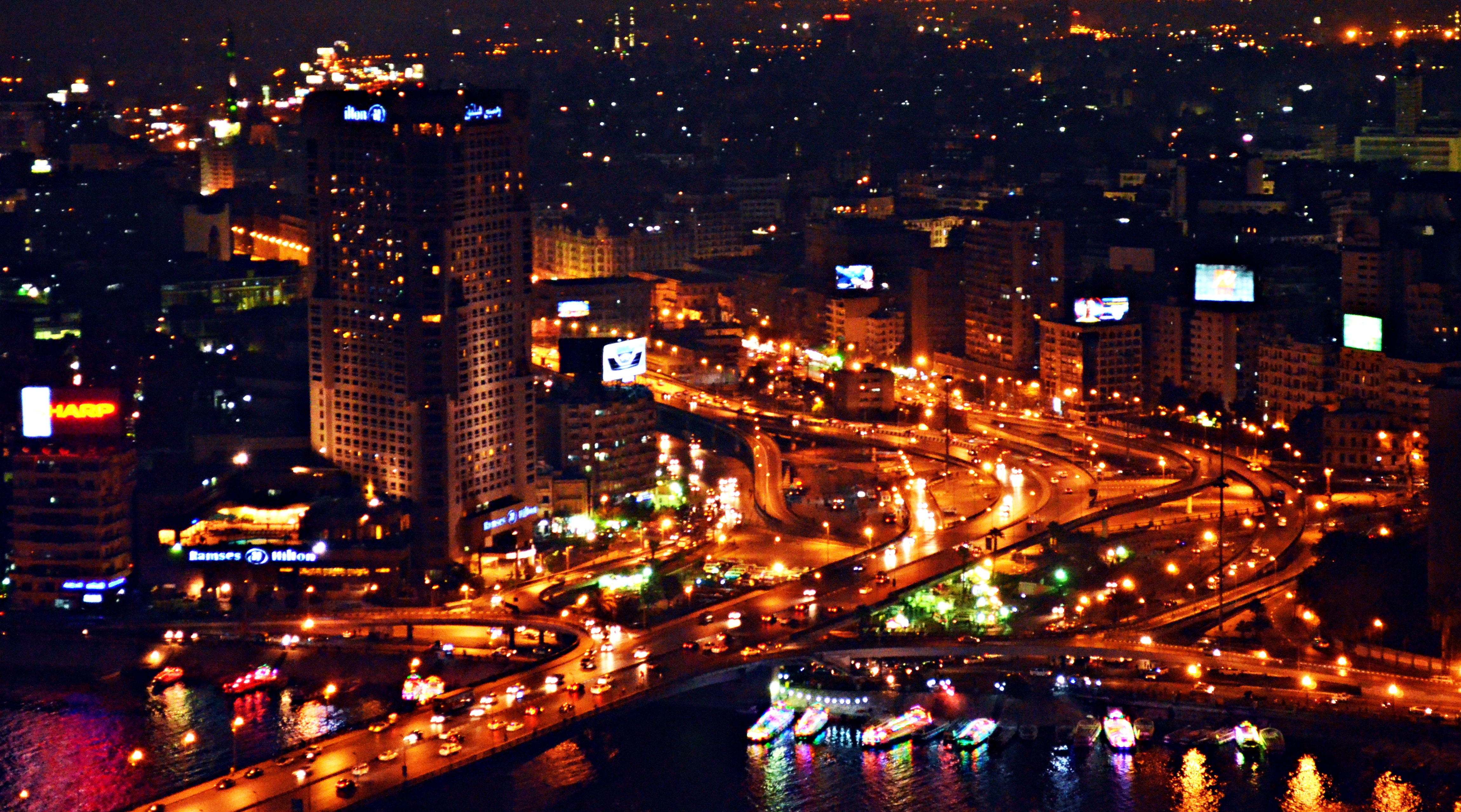
Le pont du 6 octobre, de nuit.
- Emeutes sur le pont du 6 octobre, pendant la Révolution égyptienne de 2011 (vidéo d'Al Jazeera prise le 28 janvier 2011).